# Raglius noga

Raglius noga  (лат.) — вид наземных клопов из семейства Rhyparochromidae. Израиль (Lower Galilee, Ma'agar Even, 32º43N, 35º11E). Длина тела самок 5,29–5,66 мм, самцов 4,67 мм. Общая окраска чёрная, ноги и частично надкрылья и основание усиков оранжевые. Длина 4-члениковых усиков (по сегментам 1-4): 0.39–0.42, 0.88–0.91, 0.74–0.77, 0.77–0.93 мм (самки); 0.39, 0.77, 0.77, 0.92 мм (самцы). Близок к виду Raglius alboacuminatus. Обнаружен в наземном травяном ярусе. Вид был впервые описан в 2012 году израильским энтомологом Ассафом Ниром (Assaf Nir) и назван в честь Noga Nir